# هيرشيل كليفورد باركر
هيرشيل كليفورد باركر (بالإنجليزية: Herschel Clifford Parker)‏ (و. 1867 – 1944 م) هو فيزيائي، ومستكشف.

## التعليم
تعلم في مؤسسة فو المدرسية للهندسة والعلوم التطبيقية ‏

## مناصب وهيئات
أدار جامعة كولومبيا.